# Jack Rodwell
Jack Christian Rodwell (Southport, 11 de març de 1991) és un futbolista anglès que juga com a migcampista pel Sunderland AFC de la Premier League. Ha estat intercional per l'equip nacional d'Anglaterra.